# سم هیوین
سَم هیوین (انگلیسی: Sam Heughan) (زاده ۳۰ آوریل ۱۹۸۰) هنرپیشه اسکاتلندی است که در دامفریس و گالووی زاده شده‌است. هیوین در آکادمی "موسیقی و درام" سلطنتی اسکاتلند (اکنون کنسرواتوری رویال اسکاتلند) در گلاسکو تحصیل کرده‌است. وی بخاطر ایفای نقش در نقش جیمی فریزر در سریال "غریبه (مجموعه تلویزیونی)" از شبکه استارز به شهرت رسید.

## حرفه و زندگی
او در سال ۲۰۰۳ برای اجرا نمایشنامه «جزایر دور افتاده» در تئاتر رویال نامزد دریافت جایزه «لورنس اولیویه» برای بهترین Most Promising شد.
هیوین سال ۲۰۰۹ در نقش "اسکات نیلوسن" در سریال "دکتر هاً و در سال ۲۰۱۱ در فیلم "شاهزاده خانم برای کریسمس" در نقش "شاهزاده اشتون از Castlebury" حضور داشت.
در سال ۲۰۱۱ او در درام «نور اول» در بی‌بی‌سی بازی کرد، و در سال ۲۰۱۲، او در نمایش تئاتر «بتمن زنده» در نقش «بتمن» به ایفای نقش پرداخت.

## سریال غریبه
در سال ۲۰۱۳، هیوین برای ایفای نقش جیمی فریزر در سریال غریبه حضور داشت. او اولین نفر از بازیگران رسمی بود که با ستایش بسیار زیادی از سوی نویسنده این سریال روبرو شد.
دایانا گابالدون (نویسنده سریال غریبه) در مورد هیوین گفت: «این مرد اسکاتلندی همان کسی هست که ما می‌خواهیم، انگار او خود جیمی فریزر هست، من با دیدن هیوین بسیار شگفت زده شده م، او بسیار بازیگر خوب و توانمندی هست و بسیار توجه جدی به روح داستان و شخصیت‌ها دارد و من از تیم تولید بخاطر او بسیار سپاسگزارم»